# Cavia tschudii
Cavia tschudii là một loài động vật có vú trong họ Caviidae, bộ Gặm nhấm. Loài này được Fitzinger mô tả năm 1857.

## Hình ảnh

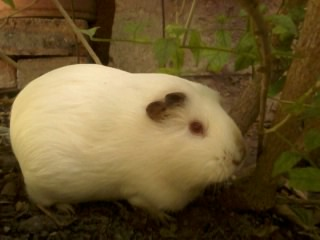
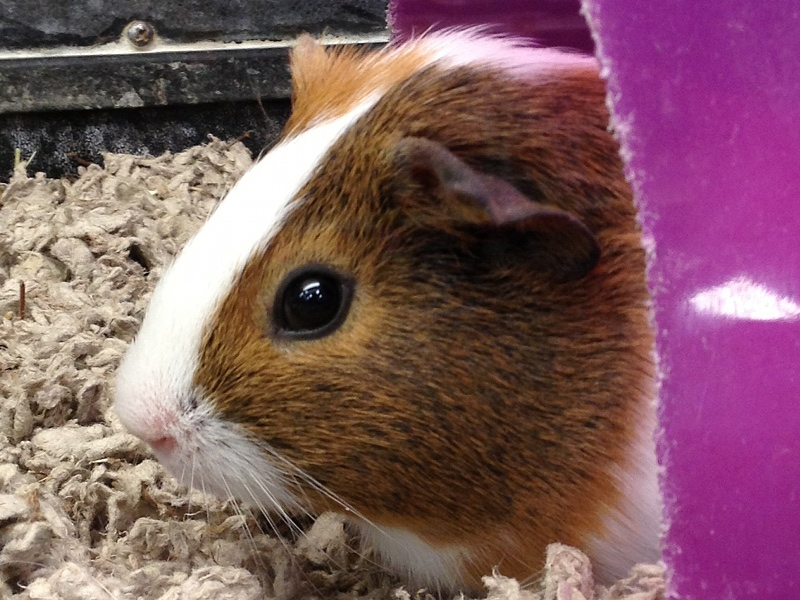
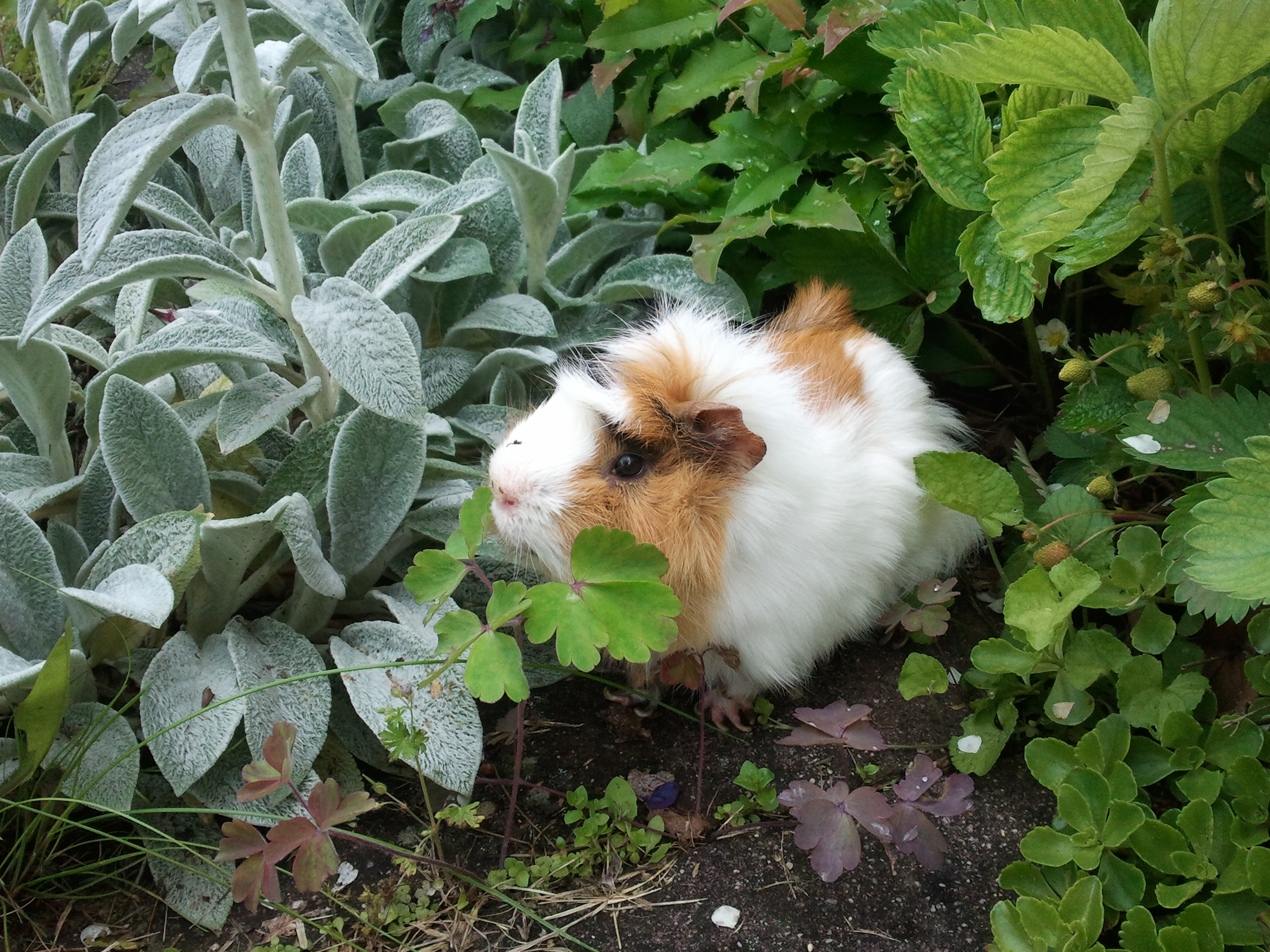
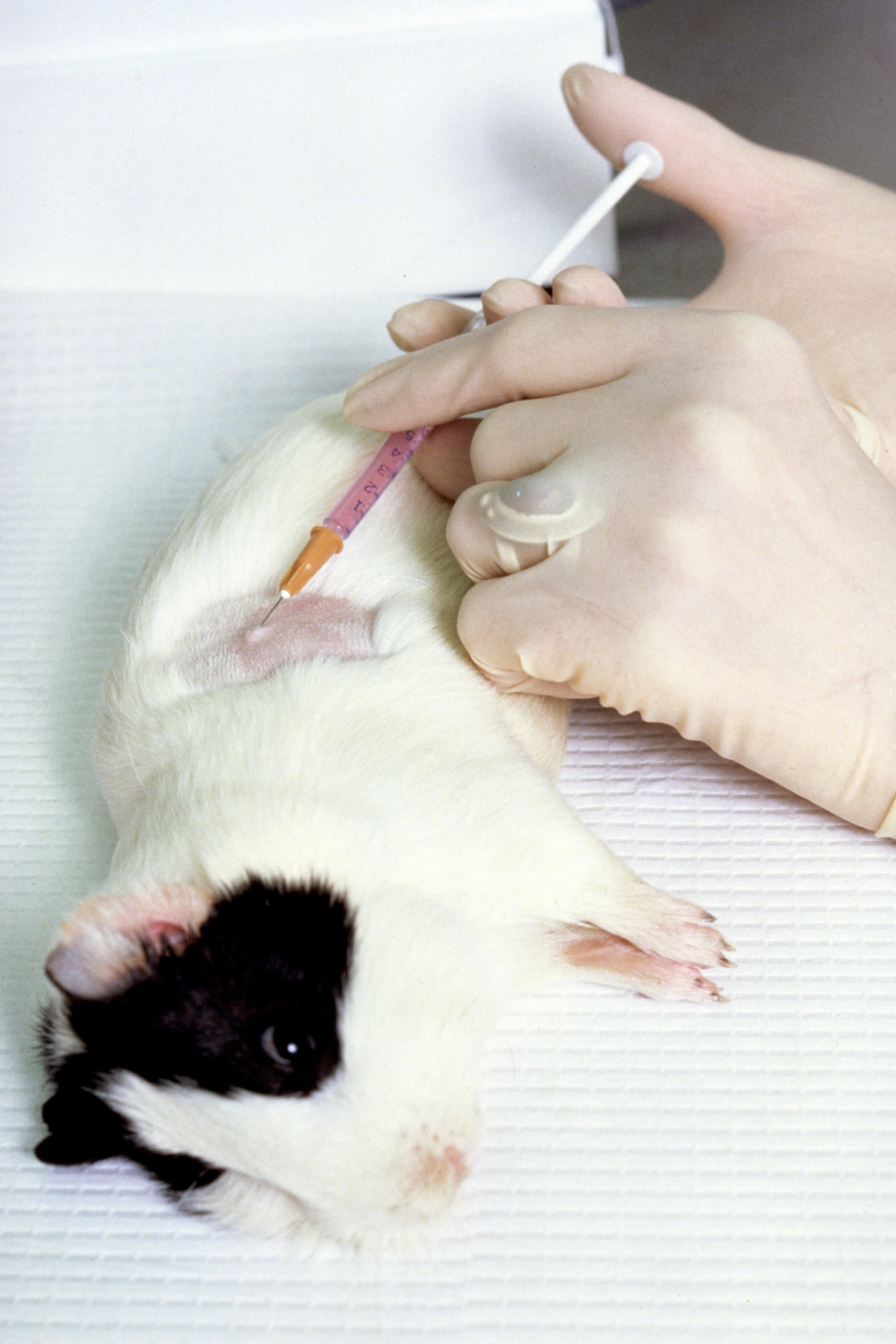